# Leptotarsus (Aurotipula) occlusus
Leptotarsus (Aurotipula) occlusus is een tweevleugelige uit de familie langpootmuggen (Tipulidae). De soort komt voor in het Australaziatisch gebied.